# Angélica Arnauld
Jacqueline Marie Angélique Arnauld, Angélica Arnauld o Arnault, llamada Madre Angélica (París, 8 de septiembre de 1591-Port-Royal-des-Champs, 6 de agosto de 1661), fue una monja cisterciense francesa,  abadesa de la Abadía de Port-Royal, que bajo su mandato reformador, llegó a ser un importante centro del jansenismo.

## Biografía
Angélica fue la tercera de los 20 hijos del abogado Antoine Arnauld, y una de las seis hermanas del filósofo y líder del jansenismo, Antoine Arnauld (el Gran Arnauld). 
Mientras Angélica estaba siendo criada por las monjas cistercienses de la abadía de Port-Royal-des-Champs, la abadesa Johanna von Boulehart la seleccionó como su sucesora a la edad de siete años. Meses antes de cumplir los 12 años y el mismo día que recibió la primera comunión el 5 de julio de 1602, se convirtió en abadesa de Port-Royal. Más tarde se la conocería como La Mère Angélique (La Madre Angélica). 
Años más tarde, al escuchar un sermón de un predicador que iba de paso, decidió reformar su monasterio, convirtiéndolo en un centro de piedad y devoción, al que acudían personas con inquietudes religiosas, siendo instrumental en las reformas de muchos otros monasterios.
En 1635, Arnauld cayó bajo la influencia de Jean Duvergier de Hauranne, abad de la Abadía de Saint-Cyran-en-Brenne (San Cirano), uno de los promotores de una escuela de teología que los jesuitas llamaron jansenismo. Durante la Controversia del formulario del siglo XVII y la persecución de Port-Royal (1648-1652), Angélica Arnauld se vio obligada a firmar un documento condenando las cinco proposiciones del jansenismo.
Su sobrinos, Angélique de Saint-Jean y Antoine Le Maistre, la persuadieron para que escribiera su autobiografía, que fue principalmente la historia de la heroica resistencia de su comunidad frente a sus tribulaciones religiosas.
Después de su muerte, Angélique fue sucedida como abadesa por su hermana, Agnès Arnauld.